# Сальвестролы
Сальвестро́лы (лат. salvus — здоровый, невредимый) — вещества, вырабатываемые некоторыми растениями в качестве защитной реакции против грибков, вирусов, бактерий или насекомых. Под действием фермента цитохрома Р450 CYP1B1, который в больших количествах вырабатывается только в раковых клетках, сальвестролы могут преобразовываться в метаболиты, вызывающие гибель раковых клеток. 
Термин был впервые использован в 2002 году британскими исследователями Джерардом Поттером и Дэном Берком, занимавшимися разработкой безопасного метода лечения рака. В более ранних исследованиях было обнаружено, что фермент CYP1B1 всегда присутствует в злокачественных опухолевых клетках, но отсутствует в здоровых клетках. В последующих экспериментах было установлено, что сальвестролы являются субстратом для фермента CYP1B1, и что полученные метаболиты могут инициировать апоптоз раковых клеток. В дальнейшем на основе сальвестролов, экстрагированных из фруктов, стали выпускаться различные биодобавки под названием «Сальвестрол».
Сальвестролы не синтезируются в организме человека. Они поступают в тело вместе с питанием, содержащим достаточное количество овощей, фруктов или трав. Важными источниками сальвестролов являются спаржа, шпинат, капуста, брокколи, бобы, горох, фасоль, ежевика, черника, смородина красная, клюква, клубника, виноград, мандарины, апельсины, шиповник, мята, шалфей, петрушка, базилик, розмарин и тимьян. Сальвестролы в основном встречаются в органически выращенных культурах, которые производятся методами органического сельского хозяйства. Это связано с тем, что растения, которые растут в более естественной среде, постоянно подвергаются воздействию патогенных факторов, и тем самым получают сигналы для выработки сальвестролов с целью самозащиты. Из-за использования различных гербицидов, инсектицидов и фунгицидов, уничтожающих патогенные факторы, при выращивании сельскохозяйственных культур, содержание сальвестролов в растениях значительно уменьшается.